# Amphiplica
Amphiplica là một chi ốc biển, là động vật thân mềm chân bụng sống ở biểns trong họ Pseudococculinidae.

## Các loài
Các loài trong chi Amphiplica gồm có:
- Amphiplica concentrica (Thiele, 1909)[3]
- Amphiplica plutonica Leal & Harasewych, 1999[4]